# Maria Osten
Maria Osten (geboren als Maria Greßhöner am 20. März 1908 in Muckum; gestorben 8. August 1942 in Moskau) war eine deutsche Schriftstellerin.

## Leben
Maria Greßhöner wuchs im westpreußischen Neugolz als Tochter eines Gutsbesitzers auf. Fünfzehnjährig brach sie die Gymnasiumsausbildung ab, trennte sich von ihrer deutschnational eingestellten Familie und ging nach Berlin. Dort arbeitete sie zunächst in einer Lungenheilstätte. Sie nahm privaten Unterricht bei den expressionistischen Malern Ludwig Meidner und Willy Jaeckel, kam in Kontakt zu linken Künstlerkreisen und trat 1926 oder 1927 in die KPD ein.
1928–1932 war sie Mitarbeiterin, zeitweise Lektorin und Autorenbetreuerin im kommunistisch orientierten, aber parteiunabhängigen Malik-Verlag von Wieland Herzfelde. Ihr literarisches Debüt gab Greßhöner mit der Erzählung Mehlgast in der Anthologie 24 neue deutsche Erzähler, die im Leipziger Kiepenheuer-Verlag herausgegeben wurde. 1932 erschien die Erzählung Zigelski hatte Glück. Im selben Jahr lernte sie in der Wohnung von Erwin Piscator den Prawda-Redakteur und Chef des Verlages Jourgaz Michail Kolzow kennen und freundete sich mit ihm an. Sie begleitete Kolzow auf einer Reportagereise durch das Ruhrgebiet und folgte ihm im September 1932 nach Moskau, wo sie als Journalistin arbeitete. Das Paar hatte eine gemeinsame Wohnung in dem für Funktionäre errichteten Wohnkomplex Dom Prawitelstwa. Kolzow blieb trotzdem mit seiner Frau Jelisaweta verheiratet. Bei einer 1933 unternommenen gemeinsamen Reise nach Frankreich und in das unter französischer Verwaltung stehende Saarland nahmen Kolzow und Osten 1933 den zehnjährigen Hubert L’Hoste, den Sohn ihrer Quartiergeber, zunächst für ein Jahr als Pflegesohn mit nach Moskau. L’Hoste war ein Vorzeigemitglied der Jungen Pioniere, der Jugendorganisation der KPD. Er kehrte nicht nach Deutschland zurück, blieb bei dem Paar in Moskau wohnen und wurde Protagonist ihres Buches Hubert im Wunderland (1935), in dem sie euphorisch den Aufbau des Sozialismus in der Sowjetunion schilderte.
Seit 1933 engagierte sie sich reisend und schreibend unter dem Pseudonym „M. Osten“ für die antifaschistische Volksfront, so 1934 während des Abstimmungskampfs zur Saarabstimmung und ab 1935 in der Internationalen Schriftstellervereinigung zur Verteidigung der Kultur (ISVK) in Paris. 1936 beteiligte sich Osten in Moskau maßgeblich an der Planung der literarischen Exilzeitschrift Das Wort, die in Moskau erschien. Im gleichen Jahr reiste sie zeitweise mit Lion Feuchtwanger als offizielle Begleiterin auf seiner Reise durch die Sowjetunion. Sie besuchte mit ihm mindestens einen der Trotzkistenprozesse, politische Schauprozesse, die Stalin zur Zeit des Feuchtwangerbesuches durchführen ließ. Als Sonderkorrespondentin der Deutschen Zentralzeitung (DZZ) nahm sie auf der Seite der Internationalen Brigaden am Spanischen Bürgerkrieg (1936–1939) teil. 1937 wurde sie in einem Brief des in Spanien eingesetzten französischen Komintern-Funktionärs André Marty an Stalin als deutsche Spionin denunziert. Nach ihrer Rückkehr nach Paris 1938 übernahm sie die Redaktion von Das Wort.
Als Kolzow am 12. Dezember 1938 im Rahmen der stalinschen Säuberungen von der Geheimpolizei NKWD verhaftet wurde, hielt sie das für ein Missverständnis und reiste mit ihrem spanischen Adoptivkind José von Paris nach Moskau, um Kolzow beizustehen, obwohl er selbst sie davor gewarnt hatte. Auch andere Freunde und Bekannte, darunter Lion Feuchtwanger, Arthur Koestler und André Malraux, hatten ihr von der Reise nach Moskau abgeraten. In Moskau hatte die Stimmung sich nicht nur gegen Kolzow, sondern auch gegen sie selbst gedreht. Ihr inzwischen mit einer Partnerin zusammenlebender Adoptivsohn Hubert L’Hoste hatte die Wohnung von Kolzow und ihr besetzt. Als Osten in Moskau ankam, verweigerte ihr Adoptivsohn ihr als „Frau eines Volksfeindes“ den Zutritt in die eigene Wohnung, und sie musste in ein Hotel ziehen. Für Kolzow konnte sie nichts mehr erreichen. Er wurde am 2. Februar 1940 in Butowo erschossen. Da Maria Osten die sowjetische Staatsbürgerschaft angenommen hatte, um Arbeitserlaubnis und Wohnrecht zu erhalten, war eine Ausreise für sie nicht mehr möglich.
Osten kümmerte sich dann um andere, so um die todkranke Margarete Steffin, die Bertolt Brecht auf seiner Flucht vor den Nationalsozialisten in Moskau zurückgelassen hatte und die ebenfalls unter Beobachtung des NKWD stand. Am 25. Juni 1941 wurde Osten vom NKWD verhaftet. Sie wurde am 8. August 1942 als angebliche Spionin zum Tode verurteilt und sofort von einem NKWD-Kommando erschossen. 1957 wurde Osten vom Militärtribunal in Moskau rehabilitiert und ihre Verurteilung aufgehoben.
Viele von Maria Ostens Texten sind verschollen, aber schon die überlieferten Teile ihres Romans Kartoffelschnaps, einer autobiographisch gefärbten ostelbischen Chronik, verraten Ostens Talent zu atmosphärisch intensiver Schilderung, ihren psychologisch scharfen Blick auf die Gutsbesitzerschicht und ihr unbedingtes Engagement für die ausgebeutete Landbevölkerung. Ostens Beiträge für die deutschsprachige Exilpresse handeln von der Verantwortung der Intellektuellen und Schriftsteller im Kampf gegen den Faschismus, weniger allerdings auf der Ebene politischer Parolen als auf der einer praktischen Solidarität. Nicht alle ihre Arbeiten konnten seinerzeit erscheinen; eine Sammlung der verstreuten Texte steht noch aus.

## Sonstiges
Maria Osten ist eine der drei Hauptfiguren in Robert Cohens Roman Exil der frechen Frauen. Auch in Steffen Menschings Roman Schermanns Augen wird ihr Schicksal ausführlich geschildert.

## Werke
- Mehlgast (Auszüge aus „Kartoffelschnaps“), in 24 Neue Deutsche Erzähler, Hg. H. Kesten, 1929
- Zigelski hatte Glück, in Dreißig neue Erzähler des neuen Deutschland, Hg. Wieland Herzfelde, Malik-Verlag, Berlin 1932; wieder Reclams Universal-Bibliothek, 982. Leipzig (1983); wieder Röderberg, Frankfurt 1983, ISBN 3-87682-309-9.
- Das Vieh rückt ein. In: Tarnschrift Deutsch für Deutsche, Hg. Schutzverband Deutscher Schriftsteller, Sektion Frankreich, Paris, Juni 1935; wieder Tarnschrift Deutsche Mythologie. Hg. Deutsche Freiheitsbibliothek, Verlag für Kunst und Wissenschaft, Leipzig (1935); wieder: Deutsch für Deutsche, Hg. Studienbibliothek zur Geschichte der Arbeiterbewegung, Zürich. Nachwort Theo Pinkus. 2001-Verlag, Frankfurt 1978, ohne ISBN
- Ostelbien, in „Das Wort“, Heft 4/5, April/Mai 1937
- Hubert im Wunderland. Tage und Taten eines deutschen Pioniers, 1935 (Jugendbuch, russisch)
- Die Reise nach Spanien, 1938, russisch
- Spanische Reportagen, Neue Deutsche Literatur, Heft 7, 1986